# Campionato europeo femminile di pallacanestro Under-16 1978
Il Campionato europeo femminile di pallacanestro Under-16 1978 (noto anche come FIBA EuroBasket Women Under-16 1978) si è svolto in Spagna, a Cuenca.

## Classifica finale
| Campione d'Europa | Campione d'Europa | Campione d'Europa |
| ----------------- | ----------------- | ----------------- |
| Unione Sovietica  |                   |                   |
| Argento           | Italia            |                   |
| Bronzo            | Bulgaria          |                   |
| 4.                | Romania           |                   |
| 5.                | Polonia           |                   |
| 6.                | Jugoslavia        |                   |
| 7.                | Francia           |                   |
| 8.                | Finlandia         |                   |
| 9.                | Paesi Bassi       |                   |
| 10.               | Belgio            |                   |
| 11.               | Spagna            |                   |
| 12.               | Germania Ovest    |                   |
| 13.               | Israele           |                   |
| 14.               | Scozia            |                   |
| 15.               | Tunisia           |                   |